# Максакова Марія Петрівна
Марія Петрівна Максакова (Сидорова) (нар. 26 березня (8 квітня) 1902, Астрахань — пом. 11 серпня 1974, Москва) — російська радянська оперна співачка (ліричне сопрано), педагог, публіцист. Народна артистка СРСР (1971).

## Біографія
М. П. Максакова народилася 26 березня (8 квітня) 1902 року в Астрахані, в сім'ї службовця, саратовського міщанина Петра Васильовича Сидорова (1862—1906) і астраханської міщанки Людмили Борисівни (Сергіївни? — так на пам'ятнику) Бєляєвої, батько якої походив з селян Слобідського повіту Вятської губернії.
Співала в церковному хорі, потім навчалася вокалу в Астраханському музичному училищі (нині Астраханський музичний коледж імені М. П. Мусоргського) у В. М. Бородіна. У 1919 році у Червоному Яру відбувся дебют сімнадцятирічної співачки, де вона виконала партію Ольги в опері «Євгеній Онєгін» Петра Чайковського. Становлення як співачки відбувалося в оперній трупі в Астрахані (нині — Астраханський державний театр опери та балету), під керівництвом чоловіка і вчителя Максиміліана Максакова.

У 1923 році співачка разом з чоловіком переїхала до Москви. Сергій Лемешев залишив спогади про московський дебют М. Максакової (партія Амнеріс в «Аїді» Дж. Верді). Лемешев зазначає:
Вже тоді Максакова вразила нас особливою увагою до слова. У неї була не просто чітка і ясна дикція, а істинно драматична виразність фрази, наповнена внутрішньою боротьбою пристрасті і ревнощів.
У 1923—1924 і в 1928—1953 роках — солістка Большого театру. Товаришувала та співпрацювала з оперною співачкою Іглан Грибовою.
У 1925—1927 роках — солістка Ленінградського театру опери та балету (нині Маріїнський театр). Брала участь у постановці першої радянської опери «За червоний Петроград» А. П. Гладковського і Є. В. Пруса, де виконала партію Даші.
За 30 років сценічної діяльності проспівала багато центральних партій, найкращими з яких стали: Марфа в «Хованщині», Марина Мнішек в «Борисі Годунові», Ганна в «Травневій ночі», Весна і Лель в «Снігуроньці», Любаша в «Царській нареченій», Ортруда в «Лоенгріні».

Становище та вплив співачки дещо похитнулися в роки репресій. Дочка співачки Людмила Максакова згодом розповідала:
Чоловіка моєї мами (він був послом у Польщі) забрали вночі і повели. Більше вона його ніколи не бачила. І так було у багатьох <…> Після того як посадили і розстріляли чоловіка, вона жила під дамокловим мечем, адже це був придворний театр Сталіна. Як у ньому могла перебувати співачка з такою біографією? Її і балерину Марину Семенову хотіли відправити у заслання. Але тут війна почалася, мама поїхала в Астрахань, і справа ніби забулася… 
Партії в операх М. П. Мусоргського принесли співачці дві Сталінські премії. Судячи зі збережених грамзаписів, партії Марини і Марфи були безперечними і в своєму роді неповторними виконавськими шедеврами.
У 1938—1941 роках брала участь у виставах Державного ансамблю опери під керівництвом Івана Козловського.

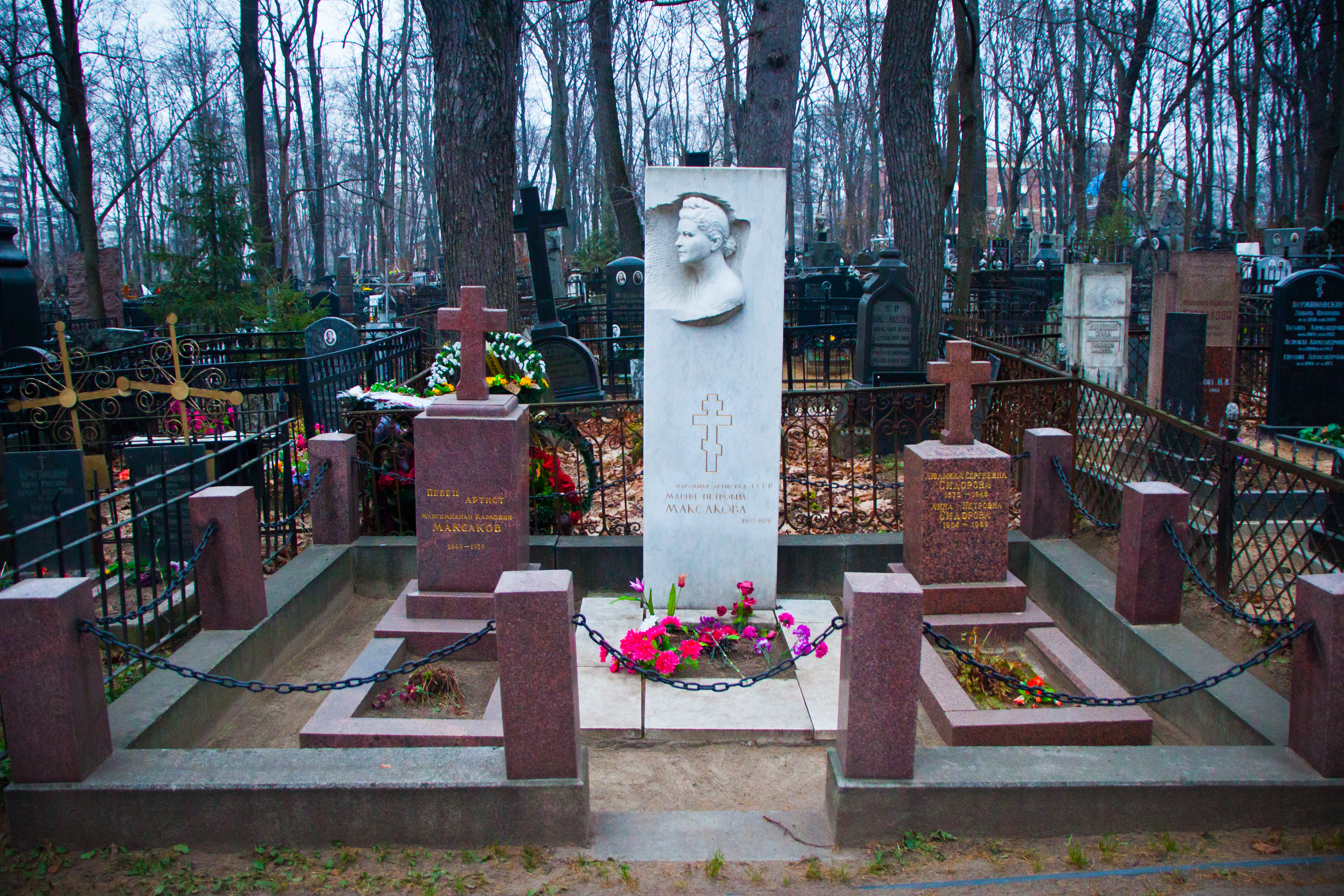
Могила М. П. Максакової на Введенському кладовищі

У концертному репертуарі співачки — романси Петра Чайковського, вокальні цикли Роберта Шумана, твори радянських композиторів, російські народні пісні. Часто виступала з Державним російським народним оркестром імені М. П. Осипова.
Одна з перших представників радянського мистецтва за кордоном, гастролювала в Туреччині (1935), Польщі (1936), Фінляндії (1950), НДР (1968-69).
Викладала вокальне мистецтво в ГІТІСі, де була доцентом. Очолювала Народну співочу школу в Москві
Брала участь у журі багатьох всесоюзних і міжнародних змагань вокалістів, займалася публіцистикою. Залишила спогади «Життя на сцені».
Померла Марія Максакова 11 серпня 1974 року в Москві. Вона померла у віці 72 років.
Похована на Введенському кладовищі.

## Родина
Батько — Петро Васильович Сидоров (1862—1906), службовець, саратовський міщанин.
Мати — Людмила Борисівна Сидорова (Людмила Сергіївна Сидорова, так зазначено на надгробному пам'ятнику), астраханська міщанка.
Перший раз Марія Максакова була одружена з Максиміліаном Максаковим (Максом Шварцом), австрійським і російським оперним співаком (баритоном), режисером, антрепренером і педагогом.
Вдруге вийшла заміж за Якова Давтяна (Давидова), революціонера, діяча радянських спецслужб, дипломата. Був репресований в 1937 році.
Дочка — Людмила, актриса театру і кіно. Народна артистка РРФСР (1980). Батьком її був баритон Большого театру Олександр Олександрович Волков; через два роки після народження дочки він емігрував до США.
Внучка (і тезка) — Марія Петрівна Максакова-Ігенбергс (нар.. 1977), оперна співачка (мецо-сопрано), солістка Маріїнського театру.

## Нагороди та звання
- Заслужена артистка РРФСР (1934)
- Народна артистка РРФСР (1951)
- Народна артистка СРСР (1971)
- Сталінська премія першого ступеня (1946) — за видатні досягнення в галузі театрально-вокального мистецтва
- Сталінська премія першого ступеня (1949) — за виконання партії Марини Мнішек в оперному спектаклі «Борис Годунов» М. П. Мусоргського
- Сталінська премія першого ступеня (1951) — за виконання партії Марфи в оперному спектаклі «Хованщина» М. П. Мусоргського
- Два ордена Леніна
- Два ордена Трудового Червоного Прапора (1937, 1951)
- Медаль «За доблесну працю в ознаменування 100-річчя з дня народження Володимира Ілліча Леніна»
- Медаль «За доблесну працю у Великій Вітчизняній війні 1941—1945 рр.»
- Медаль «Ветеран праці»
- Медаль «В пам'ять 800-річчя Москви»
- Премія Роберта Шумана (НДР, 1972)

## Адреси в Москві
- Брюсов провулок (раніше вулиця Нежданової), 7

## Творчість
Колега співачки по Большому театру співак Сергій Лемешев:
«Їй ніколи не змінює художній смак. Вона готова швидше трохи „недожать“, ніж „перетиснути“ (а адже саме це найчастіше і приносить виконавцю легкий успіх). І хоча в глибині душі багато з нас знають, що такий успіх не так вже дорого коштує, відмовитися від нього здатні тільки великі художники. Музична чуйність Максакової проявляється у всьому, в тому числі і в її любові до концертної діяльності, до камерної літературі. Важко визначити, яка саме сторона творчої діяльності Максаковою — оперна сцена або концертна естрада — завоювала їй таку широку популярність…» 

### Партії

#### Большой театр
- 1923, 1944 — «Аїда» Дж. Верді — Амнеріс
- 1923 — «Лоенгрін» Р. Вагнера — Ортруда
- 1924, 1936, 1945 — «Кармен» Ж. Бізе — Кармен
- 1924 — «Демон» А. Г. Рубинштейна — Геній
- 1924 — «Фауст» Ш. Гуно — Зібель
- 1927, 1933 — «Євгеній Онєгін» П. І. Чайковского — Ольга
- 1927, 1939, 1950 — «Хованщина» М. П. Мусоргського — Марфа
- 1927, 1937, 1944 — «Царева наречена» М. А. Римського-Корсакова — Любаша
- 1927, 1948 — «Борис Годунов» М. П. Мусоргського — Марина Мнішек
- 1927 — «Снігуронька» М. А. Римського-Корсакова — Весна
- 1927 — «Любов до трьох апельсинів» С. С. Прокоф'єва — Кларіче
- 1928 — «Винова краля (Пиковая дама)» П. І. Чайковського — Поліна
- 1930 — «Вишка Жовтня» Б. Л. Яворського — Шкідниця
- 1930 — «Алмаст» О. О. Спендіарова — Алмаст
- 1933 — «Трубадур» Дж. Верді — Азучена
- 1934 — «Мазепа» П. І. Чайковского — Любов
- 1934 — «Снігуронька» М. А. Римського-Корсакова — Лель
- 1936 — «Тихий дон» И. И. Дзержинского — Аксинья
- 1938 — «Панцерник „Потьомкін“» О. С. Чишко — Груня
- 1938 — «Мать» В. В. Желобинського — Нилівна
- 1947 — «Травнева ніч» М. А. Римського-Корсакова — Ганна
- 1953 — «Декабристи» Ю. А. Шапоріна — Стеша

#### Інші театри
- 1922 — «Князь Ігор» О. П. Бородіна — Кончаківна
- 1925 — «Орфей і Еврідіка» К. В. Глюка — Орфей
- 1927 — «За червоний Петроград» А. П. Гладковського та О. В. Пруса — Даша
- 1929 — «Самсон і Даліла» К. Сен-Санса — Даліла
- «Вертер» Ж. Массне — Шарлотта
- «Русалка» А. С. Даргомижського — Княгиня
- «Гугеноти» Дж. Меєрбера — Паж
- «Ріголетто» Дж. Верді — Маддалена
- «Лакме» Л. Деліба — Малліка
- «Аїда» Дж. Верді — Жриця
- «Казки Гофмана» Ж. Оффенбаха — Ніклаус
- «Туга» Д. Пуччіні — Туга
- «Валькірія» Р. Вагнера — Фрикка

## Фільмографія
- 1931 — Свині завжди свині — уповноважена від колгоспу;
- 1951 — Великий концерт (музичний фільм) — виконання пісні «Чорнобровий, черноокий»;
- 1953 — Пісні рідної сторони (фільм-концерт) — виконання пісні «Що ти жадібно дивишся на дорогу».

## Пам'ять
- Ім'я співачки носить Астраханська державна філармонія, вулиця в Астрахані.
- У 1980 на будинку № 7 по Брюсову провулкуМоскви, де в 1935—1974 роках жила співачка, відкрита меморіальна дошка (скульптор А. Пекарьов, архітектор Б. Тхор).
- З 1987 року в Астрахані проводиться Фестиваль вокального мистецтва імені В. В. Барсової та М. П. Максакової[11].
- Пам'ять про Марію Максакову увічнена в її рідному місті — Астрахані. На честь неї названо одну з вулиць.